# Cerová (okres Senica)
Cerová (maďarsky Korlátkő) je obec na Slovensku v okrese Senica. V roce 1920 byla obec vedena pod názvem „Cerová-Lieskové, Korlát“, v  letech 1927 až 1975 pak pod názvem „Cerová-Lieskové“.
V obci je římskokatolický kostel Svatých andělů strážných z roku 1878. V Lieskovém je zvonice, která byla několikrát opravována. Obec se rozděluje na Cerovou, Lieskové, Rozbehy a lidově pak ještě na Prídavky, Mexiko a Brezinu, ty ale nejsou uznávány jako oficiální části.[zdroj?]
V Rozbehách se nalézá první větrný park v SR a nedaleko je zřícenina hradu Korlátka který sloužil jako opevnění Jantarové cesty.
V dolní části vesnice se nachází i vojenský areál a bývalé rašeliniště, kam se chodí místní v létě koupat.[zdroj?]
Ve větrném parku se stala[kdy?] tragická nehoda malého vrtulového letadla, které v mlze nabouralo do vrtule větrné elektrárny. Z vyšetřování vyplývá, že za nehodu mohla špatná viditelnost a chyba pilota který nepřizpůsobil výšku letadla. Pilot okolí znal a věděl že se zde nachází větrný park. Ovšem místní vědí, že jsou elektrárny špatně označeny. Nejsou označeny na lopatkách ale na „hlavě“ elektrárny. K zabránění katastrofy by stačilo dát výstražné zařízení na kovovou tyč která by byla výše, nežli lopatky.[zdroj?]

## Znak obce
Znak obce se skládá z dubu (Dub cerový - Quercus cerris), dvou lísek a nebeských těles. Cerovou vyznačuje dub, Lieskové znázorňují dvě malé lísky a Rozbehy znázorňuje půlměsíc a hvězda.

## Osobnosti
- Ján Bukovský (1924–2010), římskokatolický řeholník, arcibiskup a vatikánský diplomat